# Taddeo Crivelli

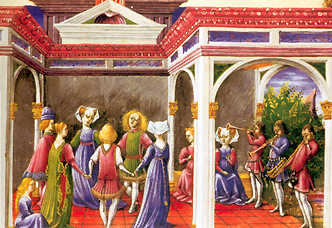
Biblia de Borso de Este, detalle de bailarines y músicos, Taddeo Crivelli, Biblioteca Estense, Módena.

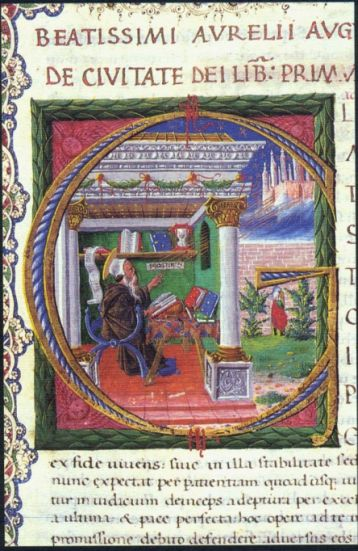
Comentario al Evangelio de Juan de San Agustín. Biblioteca Malatestiana.

Taddeo Crivelli, (Ferrara, 1425-Bolonia, 1479) fue un pintor, iluminador y grabador Italiano del renacimiento, especializado en miniaturas y activo entre 1451 y 1479.

## Biografía
Taddeo Crivelli fue un famoso iluminador de manuscritos de principios del renacimiento, activo principalmente en Ferrara.
A pesar de que fue un discípulo de Pisanello, Crivelli fue inspirado principalmente por Andrea Mantegna.
La fecha de sus primeras obras se encuentran en la década de 1450 y su logro más importante es la Biblia de Borso de Este, considerado uno de los mayores logros de la iluminación de manuscritos italianos. Este trabajo se realizó en seis años (1455-1461) por un equipo de artistas dirigidos por Crivelli y Franco dei Russi.
En 1471, tras la muerte del duque Borso d'Este, Crivelli partió de Ferrara y todavía trabajó en Bolonia hasta su muerte. Y fue allí, en 1477, cuando imprimió en el taller de Dominicus de Lappis el primer incunable de la historia con mapas o cartas obra suya, 26 en concreto, que fue también el primer uso en un libro de la técnica de la calcografía. Se trataba de una traducción al latín de la Cosmografía de Claudio Ptolomeo.

## Obras
- Biblia de Borso de Este (1455-1461), iluminada sobre pergamino, Biblioteca Estense,  Módena.
- Libro de Horas, ejecutado para la familia Faletti (1460-1465), Biblioteca y Museo Morgan, Nueva York
- Libro de Horas Gualenghi-d'Este, 1469, The Getty Center, Los Ángeles, realizado con Guglielmo Giraldi
- Edición miniatura de la Leyenda de Oro, 1470
- Comentario al Evanelio de Juan de San Agustín Biblioteca Malatestiana, Cesena